# 福島県道3号福島飯坂線

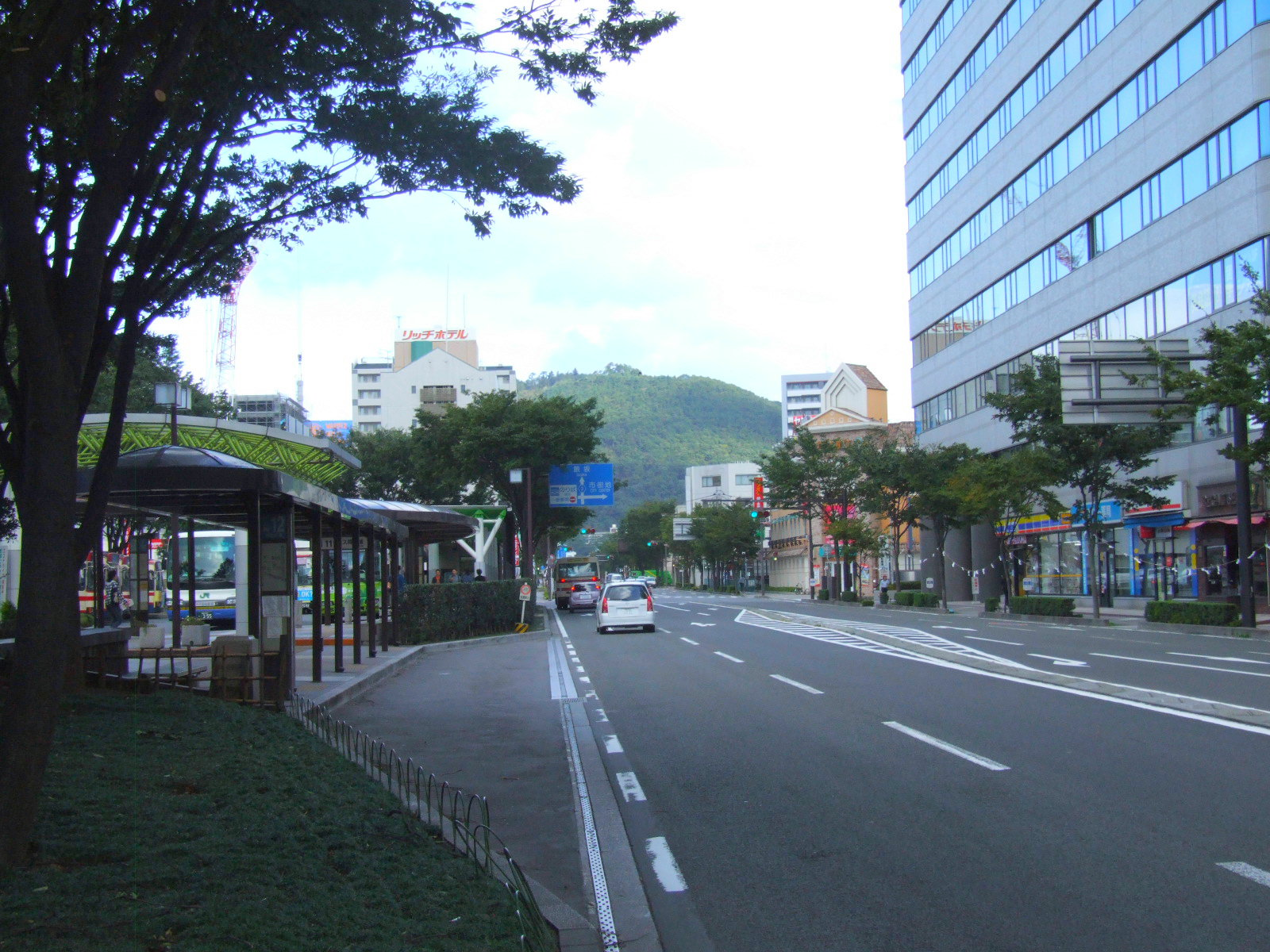
福島駅前から北向き（2006年10月）

福島県道3号福島飯坂線（ふくしまけんどう3ごう ふくしまいいざかせん）は、福島県福島市栄町と飯坂町湯野をつなぐ県道（主要地方道）である。

## 概要
福島市中心部の栄町、国道13号あづま陸橋東交差点を起点とし、飯坂温泉の温泉街中心部に至る路線であり、一般に飯坂街道と呼ばれる。かつての萬世大路（旧国道13号）の一部であり、笹谷地内の三差路にて萬世大路（現在の福島県道312号折戸笹谷線）と分岐し飯坂温泉へ向かう。福島駅東口の繁華街を南北に貫き、JR東北本線と福島交通飯坂線（飯坂電車）を森合ガードでくぐると、その後は線路と並走し、終点まで福島交通飯坂線に沿う。
特に上松川橋から花水坂駅にかけては線路と隣接して並走しているのが特徴で、そのため踏切が隣接する交差点が多い。交通量の多い通りとの交差では踏切連動信号機が用いられているが、それ以外の箇所では、当路線への進入のため一時停止している車輌が踏切に取り残され電車と接触するというような踏切事故も度々発生している。当路線と門扉の間に線路が伸びている家屋も多数存在するため、遮断機や警報機のない第4種踏切が多く存在する。
起点から市内天神町にかけてのあづま陸橋側道部および福島駅前の目抜き通りに当たる区間は片側2車線で整備されているが、それ以降はすべて片側1車線である。市内中心部に近い森合から泉駅前にかけての区間や、近年発展著しい桜水駅周辺は改良工事による拡幅が行われ、歩道の拡大や右折レーンの設置などによる混雑の緩和が図られた。しかし旧来の街道であり家屋が連なることに加え、線路が隣接していることから拡幅整備が進んでいない箇所も多い。また、前述の森合ガードのアンダーパスは、福島県により冠水危険箇所に指定されており、激しい降雨の際はポンプ排水が追いつかず路面冠水するために道路脇の路面冠水情報板によって通行止めの規制が行われる。

### 路線データ
- 総延長：10.082 km
- 実延長：9.943 km[2]
- 起点：福島市本町
- 終点：福島市飯坂町湯野

## 歴史
- 1954年1月20日 - 建設省告示第16号が公布され、福島県道飯坂福島線の一部、稲子飯坂線の一部、宮城県道稲子高畠線、山形県道高畠稲子線、赤湯高畠線が主要地方道福島赤湯線に指定される。
- 1969年12月4日 - 政令第280号が公布され主要地方道福島赤湯線の一部が国道113号に指定される。
- 1971年6月26日 - 建設省告示第1069号が公布され、福島県道・山形県道福島赤湯線の一部と山形県道・宮城県道米沢白石線の一部が主要地方道福島米沢線に指定される。
- 1981年4月30日 - 政令第153号が公布され、主要地方道福島米沢線の一部が国道399号に指定される。
- 1982年4月1日 - 建設省告示第935号が公布され、福島県道・山形県道福島米沢線の一部が主要地方道福島飯坂線に指定される。
- 1983年（昭和58年）1月11日 - 福島県によって県道路線に認定される[3]。
- 1993年（平成5年）5月11日 - 建設省から、県道福島飯坂線が福島飯坂線として主要地方道に指定される[4]。

## 路線状況

### 重複区間
- 福島県道5号上名倉飯坂伊達線 : 福島市飯坂町（国道399号飯坂バイパス交点） - 同市飯坂町湯野（終点）

### 道路施設
森合ガード
曽根田町・森合字前田から森合字屋敷下に跨り、JR東北本線と福島交通飯坂線をくぐる。前述の通り大雨による路面冠水の危険性があるため、道路冠水表示板が設置され場合により通行止めの措置が行われる。
上松川橋
橋本橋
- 全長：10.1m
- 幅員：7.0m
- 竣工：1939年[5]

飯坂町平野字橋本・字向原から字川原田に跨り、一級水系阿武隈川水系八反田川を渡る。
小川橋
- 全長：92.2m
- 幅員：8.3m
- 竣工：1934年[6]

小川橋歩道橋
- 全長：92.2m
- 幅員：1.7m
- 竣工：1973年

飯坂町平野字殿田・飯坂町字砂原から飯坂町字月崎町・字砂原に跨り、一級水系阿武隈川水系摺上川支流の小川を渡る。上り線側に人道橋が架設されている。
十綱橋

## 地理

### 通過する自治体
- 福島市

### 交差する道路
- 国道13号・福島県道70号福島吾妻裏磐梯線[7]（本町 あづま陸橋東交差点、起点）
- 福島県道373号福島停車場線（栄町 福島駅前）
- 福島県道310号庭坂福島線（栄町 西町交差点）
- 国道13号福島西道路（泉）[8]
- 福島県道312号折戸笹谷線（笹谷）
- 国道13号（飯坂町平野 飯坂町平野交差点）
- 福島県道155号飯坂瀬ノ上線（飯坂町平野）
- 国道399号飯坂バイパス（福島県道5号上名倉飯坂伊達線 重複）（飯坂町 小川橋北）
- 福島県道313号中野梍町線（飯坂町 花水坂駅前）
- 福島県道319号穴原十綱線（飯坂町 十綱橋西詰）
- 国道399号本線（福島県道5号上名倉飯坂伊達線伊達方面重複）（飯坂町湯野 十綱橋東詰、終点）

### 沿線にある施設など
- 福島駅
- 福島交通飯坂線 - ほぼ全線が並行している。
  - 泉駅・上松川駅・笹谷駅・桜水駅・平野駅・医王寺前駅・花水坂駅・飯坂温泉駅
- フォーラム福島
- 福島県立福島工業高等学校
- 福島市立清水小学校
- 福島市立平野小学校
- 福島泉郵便局
- 平野郵便局
- 医王寺
- 福島県農業総合センター果樹研究所
- 片岡鶴太郎美術庭園
- 飯坂温泉
  - 波来湯